# سامانثا كورني
سامانثا كورني (بالإنجليزية: Samantha Cornish)‏ هي متركمجة أسترالية، ولدت في 27 أكتوبر 1980 في نيوساوث ويلز في أستراليا.

## وصلات خارجية
- سامانثا كورني على موقع الرابطة العالمية لركوب الأمواج (الإنجليزية)